# Графо-символическое программирование
Технология графосимволического программирования — технология проектирования и кодирования алгоритмов программного обеспечения, базирующаяся на графическом способе представления программ, преследующую цель полной или частичной автоматизации процессов проектирования, кодирования и тестирования ПО.
Технология графосимволического программирования является графическим языком программирования и позволяет описывать параллельные алгоритмы с помощью графа управления и автоматизированно порождать коды программ.

## Концептуальное описание модели
Модель представляется четверкой {\displaystyle <D,F,P,G>}, где {\displaystyle D} — множество данных некоторой предметной области, {\displaystyle F} — множество операторов, определенных над данными предметной области, {\displaystyle P} — множество предикатов, действующих над структурами данных предметной области, {\displaystyle G=\left\{A,{\mathit {\Psi }},{\mathit {\Phi }},R\right\}} — ориентированный помеченный граф. {\displaystyle A=\left\{A_{1},A_{2},...,A_{n}\right\}} — множество вершин графа. Каждая вершина {\displaystyle A_{i}} помечена локальным оператором {\displaystyle f_{i}\left(D\right)\in F}. На графе задано множество дуг управления {\displaystyle {\mathit {\Psi }}=\left\{{\mathit {\Psi }}_{1i1},{\mathit {\Psi }}_{1i2},...,{\mathit {\Psi }}_{jm}\right\}} и множество дуг синхронизации {\displaystyle {\mathit {\Phi }}=\left\{{\mathit {\Phi }}_{1i1},{\mathit {\Phi }}_{1i2},...,{\mathit {\Phi }}_{jm}\right\}}. {\displaystyle R} — отношение над множествами вершин и дуг, определяющее способ их связи. Дуга управления, соединяющая любые две вершины {\displaystyle A_{i}} и {\displaystyle A_{j}}, имеет три метки: предикат {\displaystyle p_{ij}(D)\in P}, приоритет {\displaystyle k\left({\mathit {\Phi }}_{ij}\right)\in N} и тип дуги {\displaystyle T\left({\mathit {\Phi }}_{ij}\right)\in N}. Каждая дуга синхронизации {\displaystyle {\mathit {\Phi }}_{ij}} помечена сообщением {\displaystyle \mu _{ij}\in N}.
Тип дуги {\displaystyle {\mathit {\Psi }}_{ij}} определяется как функция {\displaystyle T\left({\mathit {\Phi }}_{ij}\right)\in \left\{1,2,3\right\}}, значения которой имеют следующую семантику:
- {\displaystyle T\left({\mathit {\Phi }}_{ij}\right)=1} — последовательная дуга (описывает передачу управления на последовательных участках вычислительного процесса);
- {\displaystyle T\left({\mathit {\Phi }}_{ij}\right)=2} — параллельная дуга (обозначает порождение нового параллельного вычислительного процесса);
- {\displaystyle T\left({\mathit {\Phi }}_{ij}\right)=3} — терминирующая дуга (завершает параллельный вычислительный процесс).

Функционирование модели начинается с выполнения оператора {\displaystyle f_{0}\left(D\right)}, помечающего начальную вершину {\displaystyle A_{0}}. Развитие вычислительного процесса, описываемого моделью, ассоциируется с переходами из вершины в вершину по дугам управления. При этом переход по дуге управления возможен лишь в случае истинности предиката, которым она помечена. Если несколько предикатов, помечающих исходящие из вершины дуги, одновременно становятся истинными, переход осуществляется по наиболее приоритетной дуге.
Для описания параллелизма вводится понятие параллельной ветви {\displaystyle {\mathit {\beta }}} — подграфа графа {\displaystyle G}, начинающегося параллельной дугой (тип этой дуги {\displaystyle T\left({\mathit {\Phi }}_{ij}\right)=2}) и заканчивающегося терминирующей дугой (тип этой дуги {\displaystyle T\left({\mathit {\Phi }}_{ij}\right)=3}). {\displaystyle {\mathit {\beta }}=\left\{A_{\mathit {\beta }},{\mathit {\Psi }}_{\mathit {\beta }},R_{\mathit {\beta }}\right\}}, где {\displaystyle A_{\mathit {\beta }}} — множество вершин ветви, {\displaystyle {\mathit {\Psi }}_{\mathit {\beta }}} — множество дуг управления ветви, {\displaystyle R_{\mathit {\beta }}} — отношение над множествами вершин и дуг ветви, определяющее способ их связи. Дуги, исходящие из вершин параллельной ветви {\displaystyle {\mathit {\beta }}}, принадлежат также ветви {\displaystyle {\mathit {\beta }}}. При кодировании алгоритма, описанного с помощью предлагаемой модели, каждая параллельная ветвь порождает отдельный процесс — совокупность подпрограмм, исполняемых последовательно на одном из процессоров параллельной вычислительной системы.
Графическая модель обычно содержит несколько параллельных ветвей, каждая из которых образует отдельный процесс. В этом смысле модель параллельных вычислений можно представить как объединение нескольких параллельных ветвей.
Таким образом, распараллеливание вычислений возможно только на уровне граф-модели. Вычисления в пределах любого актора выполняются последовательно.

## Граф-машина
В технологии ГСП для объектов — агрегатов — используется мониторная схема организации вычислений. В основу способа положено централизованное управление процессом вычислений, осуществляемое специальной программой — граф-машиной.

Граф-машина универсальна для любого алгоритма. Исходной информацией для граф-машины служит описанная выше модель графа управления вычислительным процессом. Анализируя модель, она выполняет в соответствующем порядке акторы и агрегаты, вычисляет значения предикатов и управляет синхронизацией. Для каждой параллельной ветви запускается по одному экземпляру граф-машины, которая представляет собой отдельный процесс в вычислительной системе.
1. Работа граф-машины начинается с выполнения актора в корневой вершине.
2. Затем строится список дуг, исходящих из текущей вершины. Этот список просматривается граф-машиной последовательно, начиная с самой приоритетной дуги. Вычисляется значение предиката, помечающего дугу, и в случае его истинности происходит переход к обработке следующей вершины. В результате обработки параллельной дуги в отдельном процессе запускается другая граф-машина, обрабатывающая порождаемую данной дугой параллельную ветвь.
3. После запуска всех параллельных ветвей происходит переход в вершину, в которой они терминируются.
4. Родительская граф-машина ожидает завершения выполнения всех дочерних граф-машин, если не задано альтернативное условие.

## Межмодульный интерфейс параллельного обмена данными

### Стандарт хранения и использования данных в ГСП
В технологии ГСП используется стандарт при организации межмодульного информационного интерфейса. Стандарт обеспечивается выполнением семи основных правил:
1. Вводится единое для всей предметной области программирования (ПОП) хранилище данных, актуальных для всей области. Полное описание данных размещено в словаре данных ПОП. Любые переменные, не описанные в словаре данных, считаются локальными данными для тех объектов ГСП, где они используются.
2. В пределах ГСП описание типов данных размещается централизовано в архиве типов данных.
3. Данные, актуальные для формируемого программного приложения, объединяются в единую универсальную структуру — класс TPOData.
4. В базовых модулях в качестве механизма доступа к данным допускается только передача параметров по адресу, ссылающемуся на универсальную структуру данных.
5. Привязка данных объектов ПОП к формальным параметрам базовых модулей реализована в паспортах объектов ПОП.
6. В технологии ГСП не рекомендуется использовать иные способы организации межпрограммных связей по данным.
7. Данные в ПОП могут быть общими и локальными. Память под общее данное выделяется в менеджере памяти, и все процессоры имеют доступ к этой переменной. Память под локальную переменную выделяется на каждом процессоре, и только этот процессор может читать и изменять её значение.

### Способ реализации общей памяти в ГСП
В среде выполнения программы выбирается машина, на которой будет запущен процесс, отвечающий за хранение глобальных переменных ПОП. Учитывая аппаратные особенности и топологию ВС, это может быть узел с наибольшим объемом оперативной памятью или центральный узел, имеющий минимальное время доступа от любого из остальных узлов кластера. Преимущество данного подхода в том, что значительно экономится ресурс памяти на вычислительных узлах, так как на узлах память выделяется только под те переменные, которые используются.
Представленная идея организации хранения и обмена данными между параллельными процессами ориентирован на модель передачи сообщений, в которой каждый процесс работает с локальными данными. Например, стандарт MPI подразумевает, что процессы обмениваются данными только в результате пересылки их в виде сообщений.
Описанный способ обмена данными требует введения понятия диспетчера данных — подпрограммы, выполняющей функции хранения, чтения и модификации данных предметной области.

### Диспетчер памяти
Диспетчер данных исполняется в отдельном процессе параллельной программы. В параллельных ветвях граф-модели для чтения или записи некоторого данного осуществляется обращение к диспетчеру памяти с помощью совокупности сообщений. В первом сообщении пересылается запрос на чтение или запись конкретного данного. Каждая переменная из ПОП получает уникальный номер, по которому диспетчер памяти может её идентифицировать. В случае чтения параллельная ветвь переходит к ожиданию ответа от диспетчера данных. При записи во втором сообщении пересылается новое значение переменной. Диспетчер данных циклически принимает и обрабатывает запросы параллельных ветвей.